# Emanuele Guidi
Emanuele Guidi (ur. 16 września 1969 w San Marino) – sanmaryński łucznik. Reprezentował San Marino na igrzyskach w 2012, gdzie zajął 64. miejsce w zawodach indywidualnych, zdobywając 589 punktów. Reprezentuje klub Arcieri del Titano. Mówi biegle po angielsku i włosku. Ma dwoje dzieci.